# 子安裕樹
子安 裕樹（こやす ゆうき、1970年3月6日 - ）は、日本の整体師、実業家、馬主。
全国に展開する整体院チェーン「カラダファクトリー」などを運営する株式会社ファクトリージャパングループの創業者。

## 経歴
1970年、神奈川県横浜市出身。体育大学に入学後、知人が経営していたレストランの経営を立て直したことをきっかけに経営に関心を持ったという。その後、予防医学を学んだ後に整体師として1998年に横浜南整体院を開業。2001年には整体サロン『カラダファクトリー』の1号店および株式会社ファクトリージャパン（現株式会社ファクトリージャパングループ）を設立した。その後目標であった100店舗の出店を完遂し、2015年に会社をバイアウトし代表を退任。以降は海外で資産管理会社の運営などの事業を行う。

## 馬主活動と主な所有馬

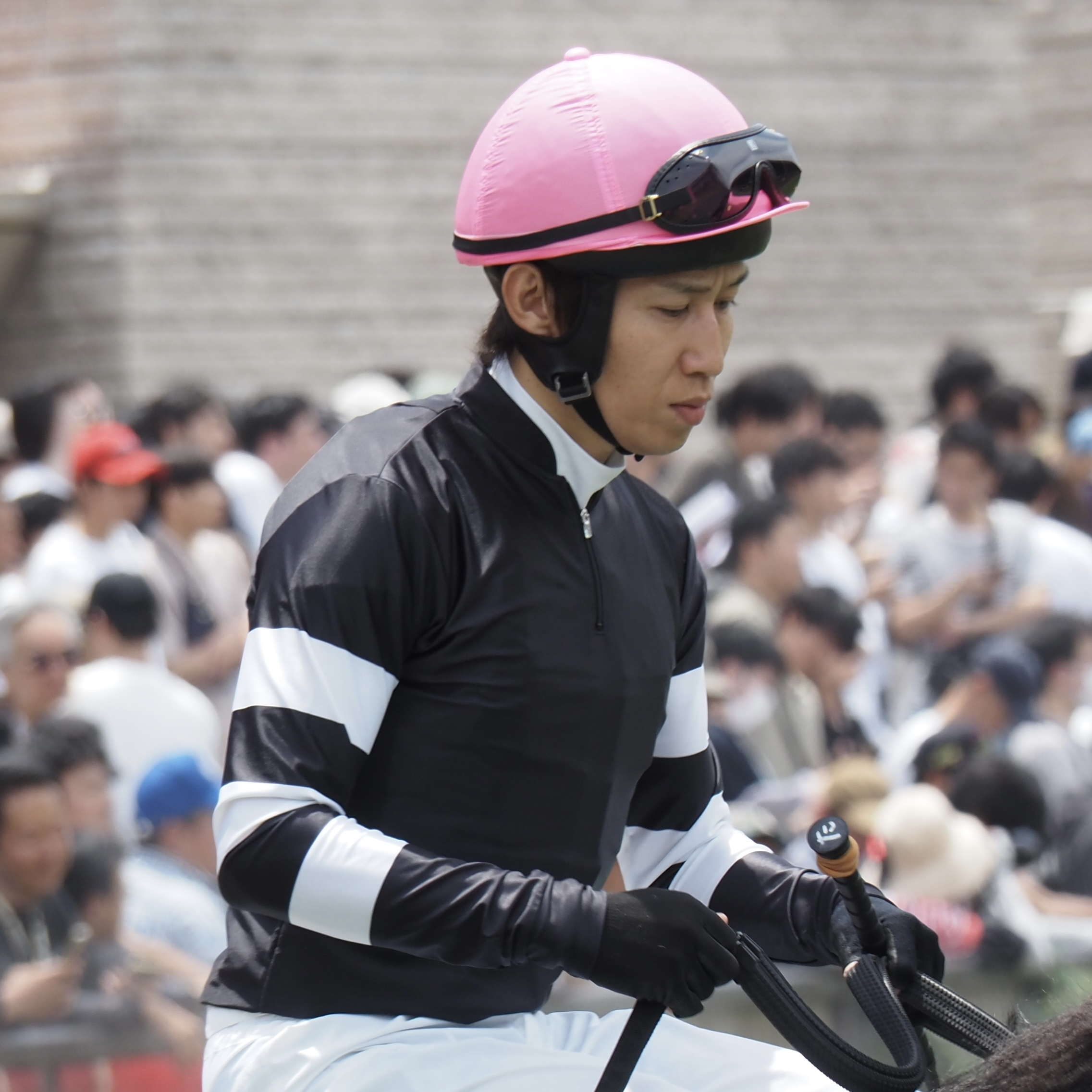
子安裕樹RCの勝負服を着用した田辺裕信

日本中央競馬会（JRA）および地方競馬全国協会（NAR）に登録する馬主としても知られる。かつては個人名義、現在は「株式会社子安裕樹RC」の法人で登録している。勝負服の柄は黒、袖白三本輪だが、個人名義時は赤、黒菱山形、袖黒二本輪を使用していた。冠名には「ベル」を用いるほか、以前は「カラダ」も用いていた。

### 主な所有馬
重賞競走優勝馬
- カラダレジェンド（2013年京王杯2歳ステークス）

## 著書
- 『バランス革命 ひきこもりから介護までカイロプラクターが教える快適ライフ』（文芸社、2002年。ISBN 978-4835524382）
- 『骨盤改造 モテストレッチ』（角川SSコミュニケーションズ、2006年。ISBN 978-4827530230）
- 『オレが君の人生を変えてやる!～整体師という職業を超えて～』（ワニブックス、2009年。ISBN 978-4847018794）
- 『子安流 ヒト軸経営』（日経BPコンサルティング、2011年。ISBN 978-4901823630）

## ラジオ
- ラジオ日本 “子安裕樹のミッドナイトSOSO～!” 毎週月曜24：00～24：30